# Abrotanella
Abrotanella là một chi thực vật có hoa trong họ Cúc (Asteraceae).

## Loài
Chi Abrotanella gồm các loài: